# Jason Peters
Pour les articles homonymes, voir Peters.
Ne doit pas être confondu avec Jason Peter.
(en) Statistiques sur pro-football-reference
Jason Raynard Peters, né le 22 janvier 1982 à Queen City (Texas), est un joueur de football américain. Il évolue au poste d'Offensive Tackle.
Il signe en 2004 chez avec les Bills de Buffalo en tant que joueur non drafté (Undrafted Free Agent), en 2009 il transféré chez les Eagles de Philadelphie.
Peters a été sélectionné à 9 reprises pour le Pro Bowl.